# FDGB-Pokal 1982/83
Die Spiele um den FDGB-Fußballpokal 1982/83 waren die 32. Auflage dieses Wettbewerbes.
Für den Wettbewerb hatten sich 75 Mannschaften qualifiziert. Er begann mit einer Qualifikationsrunde, für die sechs DDR-Ligisten ausgelost worden waren. An der I. Hauptrunde nahmen die 15 Bezirkspokalsieger, 55 Mannschaften aus der zweitklassigen DDR-Liga sowie die beiden Oberligaabsteiger jeweils aus der Saison 1981/82 teil.
Alle Begegnungen wurden bis zur Entscheidung ausgetragen, war nach 90 Minuten kein Sieger ermittelt, wurde verlängert und ggf. ein Elfmeterschießen durchgeführt.
Während in der Zwischenrunde mit 18 Mannschaften noch vier Bezirkspokalsieger vertreten waren, kam von diesen nur Chemie Leipzig II in die II. Hauptrunde. Hier griffen die 14 Mannschaften der DDR-Oberliga in den Wettkampf ein. Neben dem letzten Bezirkspokalsieger schieden auch die Oberligisten Chemie Böhlen, Chemie Halle und Sachsenring Zwickau bereits nach ihrem ersten Auftritt wieder aus. Mit Motor Fritz Heckert Karl-Marx-Stadt, Chemie Leipzig I, Chemie Buna Schkopau, Vorwärts Stralsund und Motor Suhl gelangten fünf Zweitligisten in das Achtelfinale. Dieses überstand auch Motor Suhl, das sich erst im Viertelfinale Pokalverteidiger Dynamo Dresden beugen musste. Auch der Vorjahresfinalist und neuer DDR-Meister Dynamo Berlin erreichte die Runde der letzten Acht, musste dort aber beim FC Carl Zeiss Jena mit 2:4 die Segel streichen.
Während der sechsmalige Pokalsieger 1. FC Magdeburg seine beiden Heimspiele im Viertel- und Halbfinale zu nutzen wusste und zum siebten Mal in das Pokalfinale einzog, erreichte der FC Karl-Marx-Stadt zum zweiten Mal das Finale. Beide Mannschaften standen sich bereits 1969 im Endspiel gegenüber, das die Magdeburger damals deutlich mit 4:0 gewannen.

## Qualifikationsrunde
Die Spiele fanden am 7. August 1982 um 15.00 Uhr statt.
|                       | Ergebnis              |                        |
| --------------------- | --------------------- | ---------------------- |
| TSG Neustrelitz       | 1:4                   | SG Dynamo Fürstenwalde |
| BSG Fortschritt Weida | 1:2                   | BSG Motor Werdau       |
| BSG Chemie Zeitz      | 5:5 n. V. (5:4 i. E.) | BSG Wismut Gera        |

## I. Hauptrunde
Die Spiele fanden am 14. August 1982 um 15.00 Uhr statt.
|                                     | Ergebnis              |                                   |
| ----------------------------------- | --------------------- | --------------------------------- |
| BSG Rotes Banner Trinwillershagen * | 0:2                   | ASG Vorwärts Stralsund            |
| BSG Motor Schwerin *                | 1:2                   | TSG Wismar                        |
| BSG Motor Süd Neubrandenburg *      | 3:5 n. V.             | BSG KWO Berlin                    |
| BSG Stahl Brandenburg II *          | 3:2 n. V.             | ASG Vorwärts Neubrandenburg       |
| SG Dynamo Fürstenwalde II *         | 0:2                   | BSG Stahl Brandenburg             |
| BSG Turbine Spremberg *             | 2:6                   | BSG Fortschritt Bischofswerda     |
| BSG Chemie Schönebeck *             | 3:1                   | BSG Lokomotive Stendal            |
| ASG Vorwärts Dessau II *            | 1:5                   | BSG Stahl Riesa                   |
| BSG Motor Heiligenstadt *           | 1:3 n. V.             | BSG Aktivist Kali Werra Tiefenort |
| BSG Rotasyn Pößneck *               | 0:1                   | BSG Motor Suhl                    |
| BSG Motor ESKA Hildburghausen *     | 3:3 n. V. (2:3 i. E.) | BSG Motor Eisenach                |
| BSG Fortschritt Neustadt *          | 0:2                   | ASG Vorwärts Kamenz               |
| BSG Chemie Leipzig II *             | 1:0                   | BSG Stahl Blankenburg             |
| BSG Motor Wema/Aufbau Plauen *      | 3:2                   | FSV Lokomotive Dresden            |
| BSG Rotation Berlin *               | 0:1                   | BSG Stahl Hennigsdorf             |
| BSG Motor WW Warnemünde             | 1:4                   | BSG Schiffahrt/Hafen Rostock      |
| BSG Hydraulik Parchim               | 1:2                   | BSG Motor Babelsberg              |
| SG Dynamo Schwerin                  | 3:1                   | TSG Bau Rostock                   |
| BSG Lokomotive Anklam               | 0:2                   | BSG Energie Cottbus               |
| BSG Post Neubrandenburg             | 1:3                   | BSG Stahl Eisenhüttenstadt        |
| BSG Motor Hennigsdorf               | 3:6 n. V.             | ISG Schwerin Süd                  |
| BSG Stahl Finow                     | 2:3                   | BSG Aktivist Brieske-Senftenberg  |
| BSG Chemie PCK Schwedt              | 2:0 n. V.             | SG Dynamo Fürstenwalde            |
| BSG Empor Halle                     | 0:4                   | BSG Motor FH Karl-Marx-Stadt      |
| BSG Chemie Zeitz                    | 1:3                   | BSG Chemie Leipzig                |
| BSG Motor Nordhausen                | 1:3                   | BSG Stahl Thale                   |
| BSG Stahl Silbitz                   | 0:3                   | BSG Chemie Buna Schkopau          |
| BSG Werkzeugkombinat Schmalkalden   | 2:4                   | SG Dynamo Eisleben                |
| BSG Robur Zittau                    | **2:1 **              | BSG Aktivist Schwarze Pumpe       |
| BSG Motor Altenburg                 | 1:0                   | BSG Glückauf Sondershausen        |
| BSG Stahl Nordwest Leipzig          | 2:3                   | TSG Gröditz                       |
| BSG Motor Ascota Karl-Marx-Stadt    | 2:0                   | BSG Motor Rudisleben              |
| BSG Aufbau Krumhermersdorf          | 2:1 n. V.             | BSG Chemie IW Ilmenau             |
| BSG Motor Werdau                    | 0:1                   | BSG Motor Weimar                  |
| BSG Bergmann Borsig Berlin          | 1:3                   | ASG Vorwärts Dessau               |
| BSG EAB 47 Lichtenberg              | 0:3                   | BSG Einheit Wernigerode           |

## Zwischenrunde
Die Spiele fanden am 5. September 1982 um 14.30 Uhr statt.
|                                  | Ergebnis  |                                   |
| -------------------------------- | --------- | --------------------------------- |
| BSG Stahl Brandenburg II *       | 1:2 n. V. | ASG Vorwärts Dessau               |
| BSG Chemie Leipzig II *          | 3:1       | TSG Gröditz                       |
| BSG Motor Wema/Aufbau Plauen *   | 0:2       | BSG Motor FH Karl-Marx-Stadt      |
| BSG Chemie Schönebeck *          | 1:2       | BSG Stahl Brandenburg             |
| BSG Motor Babelsberg             | 3:1       | SG Dynamo Eisleben                |
| BSG Fortschritt Bischofswerda    | 0:4       | BSG Energie Cottbus               |
| BSG Aktivist Brieske–Senftenberg | 2:5       | BSG Chemie Leipzig                |
| BSG Stahl Hennigsdorf            | 1:3       | SG Dynamo Schwerin                |
| BSG Motor Ascota Karl-Marx-Stadt | 0:4       | BSG Chemie Buna Schkopau          |
| BSG Aufbau Krumhermersdorf       | 2:4       | BSG Motor Suhl                    |
| BSG Stahl Riesa                  | 3:0       | BSG Stahl Eisenhüttenstadt        |
| BSG Schiffahrt/Hafen Rostock     | 7:0       | BSG KWO Berlin                    |
| BSG Aktivist Schwarze Pumpe      | 2:0       | ASG Vorwärts Kamenz               |
| ISG Schwerin Süd                 | 3:2 n. V. | TSG Wismar                        |
| ASG Vorwärts Stralsund           | 4:2       | BSG Chemie PCK Schwedt            |
| BSG Stahl Thale                  | 1:0       | BSG Aktivist Kali Werra Tiefenort |
| BSG Einheit Wernigerode          | 1:0       | BSG Motor Eisenach                |
| BSG Motor Weimar                 | 1:0       | BSG Motor Altenburg               |

## II. Hauptrunde
Die Spiele fanden am 18. September 1982 um 15.00 Uhr statt.
|                              | Ergebnis  |                          |
| ---------------------------- | --------- | ------------------------ |
| BSG Chemie Leipzig II *      | 1:2       | SG Dynamo Dresden        |
| BSG Motor Babelsberg         | 0:5       | Berliner FC Dynamo       |
| BSG Stahl Brandenburg        | 1:2       | 1. FC Magdeburg          |
| ASG Vorwärts Dessau          | 1:3 n. V. | BSG Wismut Aue           |
| BSG Stahl Riesa              | 1:3       | FC Karl–Marx–Stadt       |
| BSG Schiffahrt/Hafen Rostock | 0:1       | 1. FC Union Berlin       |
| BSG Chemie Buna Schkopau     | 2:1       | BSG Sachsenring Zwickau  |
| BSG Aktivist Schwarze Pumpe  | 1:3       | FC Vorwärts Frankfurt/O. |
| SG Dynamo Schwerin           | 1:2       | FC Hansa Rostock         |
| ASG Vorwärts Stralsund       | 3:2       | Hallescher FC Chemie     |
| BSG Motor Suhl               | 3:2       | BSG Chemie Böhlen        |
| BSG Stahl Thale              | 3:4       | FC Carl Zeiss Jena       |
| BSG Motor Weimar             | 0:6       | 1. FC Lokomotive Leipzig |
| BSG Einheit Wernigerode      | 1:3       | FC Rot-Weiß Erfurt       |
| BSG Motor FH Karl-Marx-Stadt | 4:2       | BSG Energie Cottbus      |
| BSG Chemie Leipzig           | 3:1       | ISG Schwerin Süd         |

## Achtelfinale
Die Spiele fanden am 23. Oktober 1982 um 13.00 Uhr statt.
|                          | Ergebnis  |                              |
| ------------------------ | --------- | ---------------------------- |
| SG Dynamo Dresden        | 3:2       | 1. FC Union Berlin           |
| FC Rot-Weiß Erfurt       | 2:4       | Berliner FC Dynamo           |
| FC Carl Zeiss Jena       | 3:0       | BSG Chemie Leipzig           |
| FC Karl-Marx-Stadt       | 4:2 n. V. | BSG Wismut Aue               |
| 1. FC Lokomotive Leipzig | 0:2       | FC Vorwärts Frankfurt/O.     |
| 1. FC Magdeburg          | 4:0       | BSG Motor FH Karl-Marx-Stadt |
| BSG Chemie Buna Schkopau | 0:1       | FC Hansa Rostock             |
| BSG Motor Suhl           | 2:1       | ASG Vorwärts Stralsund       |

## Viertelfinale
Die Spiele fanden am 13. November 1982 um 12.30 Uhr statt.
|                    | Ergebnis              |                          |
| ------------------ | --------------------- | ------------------------ |
| SG Dynamo Dresden  | 3:0                   | BSG Motor Suhl           |
| FC Carl Zeiss Jena | 4:2                   | Berliner FC Dynamo       |
| FC Karl-Marx-Stadt | 1:1 n. V. (4:3 i. E.) | FC Hansa Rostock         |
| 1. FC Magdeburg    | 1:0                   | FC Vorwärts Frankfurt/O. |

## Halbfinale
Die Spiele fanden am 5. Dezember 1982 um 12.30 Uhr statt.
|                    | Ergebnis |                    |
| ------------------ | -------- | ------------------ |
| FC Karl-Marx-Stadt | 1:0      | FC Carl Zeiss Jena |
| 1. FC Magdeburg    | 4:1      | SG Dynamo Dresden  |

## Finale

### Statistik
| Paarung            | FC Karl-Marx-Stadt – 1. FC Magdeburg |
| Ergebnis           | 0:4 (0:2) |
| Datum              | 4. Juni 1983 |
| Stadion            | Stadion der Weltjugend, Ost-Berlin |
| Zuschauer          | 48.000 |
| Schiedsrichter     | Klaus-Dieter Stenzel (Senftenberg) |
| Tore               | 0:1 Streich (34.) 0:2 Wittke (37.) 0:3 Streich (53.) 0:4 Pommerenke (87.) |
| FC Karl-Marx-Stadt | Wolfgang Krahnke – Jürgen Bähringer – Matthias Birner, Frank Uhlig, Claus Schwemmer – Andreas Müller, Frank Eitemüller (46. Mario Schubert), Joachim Müller – Hans Richter, John Bemme, Mario Neuhäuser Cheftrainer: Manfred Lienemann |
| 1. FC Magdeburg    | Dirk Heyne – Dirk Stahmann – Detlef Raugust, Siegmund Mewes, Detlef Schößler – Axel Wittke, Jürgen Pommerenke , Wolfgang Steinbach – Damian Halata, Joachim Streich (75. Frank Cebulla), Martin Hoffmann Cheftrainer: Claus Kreul      |

### Spielverlauf

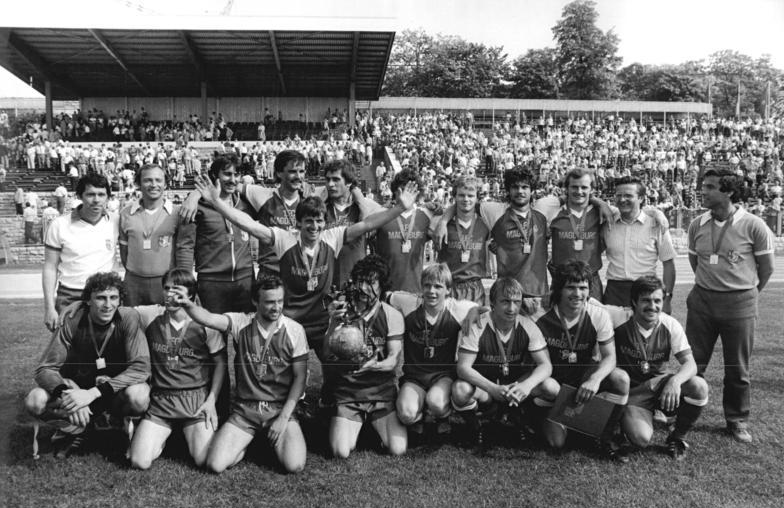
Pokalsieger 1983: 1. FC Magdeburg

Im Spiel des Tabellensechsten gegen den Tabellenneunten der abgeschlossenen Oberligasaison 1982/83 gab es im Vorfeld keinen eindeutigen Favoriten. Allerdings hatte Magdeburg mit seinen vier aktuellen Nationalspielern Stahmann, Pommerenke, Steinbach und Streich das nominell bessere Spielerpotential und hoffte nach dem enttäuschenden Abschneiden in der Oberliga auf einen versöhnlichen Saisonabschluss.
In der ersten halben Stunde lieferten sich beide Mannschaften ein ausgeglichenes Spiel. Zwar übernahm der FCM den Spielaufbau, doch die Karl-Marx-Städter setzten ein gekonntes Konterspiel dagegen. Torchancen gab es auf beiden Seiten, die jedoch zunächst ungenutzt blieben. Dann war es Joachim Streich, Torschützenkönig der Oberligasaison, der mit seinem Tor in 34. Minute seine Mannschaft in Führung brachte. Drei Minuten später erhöhte Mittelfeldspieler Axel Wittke auf 2:0. In der Folge kontrollierte der 1. FC Magdeburg mit seiner Mittelfeldachse Wittke, Pommerenke und Steinbach das Spielgeschehen immer mehr, während auf der anderen Seite der Karl-Marx-Städter Spielmacher Joachim Müller das Spiel seiner Mannschaft nicht in den Griff bekam.
FCK-Trainer Lienemann versuchte mit dem Wechsel von Eitemüller zu Schubert zu Beginn der 2. Halbzeit dem Spiel noch eine Wende zu geben, doch schon nach acht Minuten sorgte Streich mit seinem zweiten Treffer für die Vorentscheidung. Während der FCK anschließend nur noch versuchte, die Höhe der  Niederlage zu begrenzen, setzte Pommerenke in der 88. Minute mit dem 4:0 den Schlusspunkt und sorgte für das gleiche Endspielergebnis wie vor 14 Jahren gegen den gleichen Gegner. Damals war es Magdeburgs dritter, diesmal der siebte Pokalgewinn.
Beide Trainer kommentierten das Spiel folgendermaßen:
Kreul (FCM): „Ich bin natürlich froh, dass alles so gut geklappt hat. Die Mannschaft hat verragend gekämpft. Besonders herausheben möchte ich noch Pommerenke, Stahmann, Halata und Streich. Die schnellen beiden Treffer verliehen uns die erforderliche Sicherheit“.
Lienemann (FCK): „Natürlich bin ich enttäuscht. Aber der FCM hat verdient gewonnen. Er war besser als wir und hatte eben Leute zur Stelle, die Tore machen konnten“. (Volksstimme Magdeburg, 6. Juni 1983)